# Der Württemberger

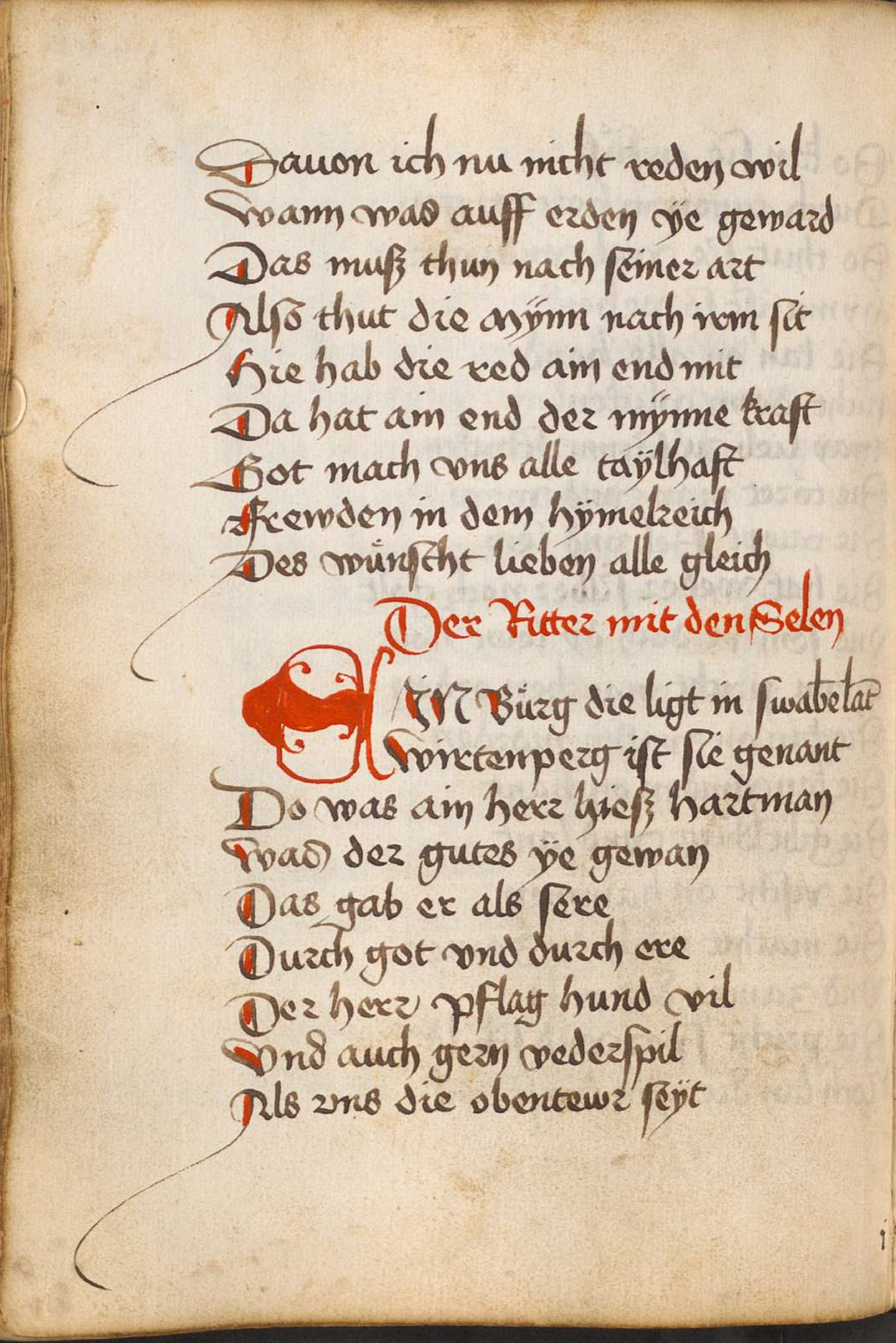
BSB Cgm 714

Der Württemberger ist ein deutschsprachiges Kleinepos in Reimpaaren, eine "Jenseitserzählung", die vermutlich im 14. Jahrhundert entstanden ist.
Der Text ist in fünf Handschriften aus der Zeit von 1393 bis zum Anfang des 16. Jahrhunderts überliefert. Es existieren mehrere, stark voneinander abweichende Fassungen.
Der Held, ein Ritter Ulrich bzw. Erempold, Dienstmann des (fiktiven) Grafen Hartmann von Württemberg, begegnet auf der Jagd einer Totenschaar. Alle reiten mit ihren Liebhabern, nur eine Frau nicht, da deren Buhle, der von Schenkenburg, noch lebt. Er ist der Gevatter des Helden, und die Frau trägt ihm auf, ihn bei der Rückkehr in die Welt zu warnen, damit er Buße tue. In einer Herberge stellt sich die glänzende Scheinwelt der Toten als Höllenqual heraus. Zurück in der Welt, zieht der Held gemeinsam mit dem Schenkenburger in einen Kreuzzug.